# Herbert Adamski
Herbert Adamski (30. dubna 1910, Berlín – 11. srpna 1941, Sovětský svaz) byl německý veslař, který byl specialistou v disciplíně dvojek s kormidelníkem, v níž se stal olympijským vítězem z Letních olympijských her 1936 v Berlíně.
Veslování se začal věnovat poměrně pozdě a v roce 1936 překvapil společně s Gerhardem Gustmannem a kormidelníkem Dieterem Arendem vítězstvím na mistrovství Německa, které je kvalifikovalo na olympiádu. V roce 1937 se stal s Gustmannem a kormidelníkem Günterem Holsteinem mistrem Evropy, v tomto složení o rok později získali bronzové medaile. Adamski a Gustmann od roku 1936 pravidelně vyhrávali národní mistrovství, v roce 1939 byli dokonce členy vítězné posádky na čtyřce s kormidelníkem.
Herbert Adamski musel na začátku 2. světové války narukovat, v řadách wehrmachtu se účastnil útoku na Sovětský svaz a 11. srpna 1941 padl v boji.

## Vítězství na olympijských hrách 1936
Olympijská regata veslařů se konala na jezeře v Grünau ve východním předměstí Berlína. Soutěž neměla jasného favorita a až první rozjížďka, kdy se Němci kvalifikovali do finále s velkým náskokem před mistry Evropy Italy, ukázala sílu domácích závodníků. Přímo do finále se probojovala i Francie, dalších devět posádek jelo dvě semifinálové jízdy. Ve finále nasadili nejvyšší tempo favorizovaní Italové, ale asi v polovině trati byli předstiženi německou posádkou, která pak vyhrála o plných 13 sekund před Itálii, Francie se s obtížemi dostala před Dánsko na bronzovou příčku.